# Nucastia fuscus
Nucastia fuscus is een nomen dubium. De naam werd in 1900 als Medmassa fusca gepubliceerd door Henry Roughton Hogg. Hogg gaf een beschrijving en een afbeelding, maar gaf niet aan of het een mannetje of een vrouwtje betrof, noch gaf hij aan waar het typemateriaal zich bevond. Raven plaatste de naam in 2015 als 'nomen dubium' in het door hem voorgestelde geslacht Nucastia.